# Oreopanax mathewsii
Oreopanax mathewsii là một loài thực vật có hoa trong Họ Cuồng cuồng. Loài này được Seem mô tả khoa học đầu tiên năm 1865.